# Sistema de Autoridade Marítima
Em Portugal, a Marinha desempenha, através da Autoridade Marítima Nacional, enquanto membro do Sistema de Autoridade Marítima, uma tarefa que, em alguns países, está atribuída a uma guarda costeira: a de fazer cumprir a autoridade nacional no vasto espaço marítimo sob soberania ou jurisdição portuguesa. O conjunto de órgãos e meios do Ministério da Defesa Nacional e dos outros ministérios, para fazer cumprir a autoridade do Estado no mar é denominado Sistema de Autoridade Marítima (SAM), cuja estrutura superior é a Autoridade Marítima Nacional (AMN). O Chefe do Estado-Maior da Armada (CEMA) é, por inerência, a Autoridade Marítima Nacional.

## Estrutura da Autoridade Marítima Nacional
Órgãos consultivos:
- Conselho consultivo da AMN,
- Comissão do Domínio Público Marítimo;

Órgão central:
- Direcção-Geral da Autoridade Marítima,

Órgão operacional:
- Polícia Marítima

## Direcção-Geral da Autoridade Marítima
A Direcção-Geral da Autoridade Marítima (DGAM), é o serviço, integrado no Ministério da Defesa Nacional através da Marinha, dotado de autonomia administrativa, responsável pela direcção, coordenação e controlo das actividades exercidas no âmbito da Autoridade Marítima Nacional.
Para o desempenho das suas funçãos a DGAM integra os seguintes órgãos e serviços:
- Serviços Centrais,
- Departamentos Marítimos (Norte, Centro, Sul, Açores e Madeira),
- Capitanias dos portos (28 Capitanias dependentes dos Departamentos Marítimos),
- Instituto de Socorros a Náufragos,
- «Direcção de Faróis»
- Escola de Autoridade Marítima.

## Polícia Marítima
A Polícia Marítima é uma força policial militarizada, armada e uniformizada, dotada de competência especializada nas áreas e matérias legalmente atribuídas ao Sistema de Autoridade Marítima e composta por militares da Marinha e agentes militarizados ("agentes" é designação que surge aqui no sentido abrangente de servidores do Estado que, neste caso, incluem os diversos postos da hierarquia da PM: Agentes Estagiários, Agentes de 3ª, Agentes de 2ª e Agentes de 1ª classes e Oficiais de Policia - subchefes, chefes, subinspectores e inspectores).
A sua estrutura decorre das inerências de funções dos responsáveis da Direcção Geral da Autoridade Marítima e assume-se na seguinte forma:
- Comandante Geral da Polícia Marítima -
- Comandantes Regionais da Polícia Marítima (Norte, Centro, Sul, Açores e Madeira)
- Comandantes Locais da Polícia Marítima (28) - Capitães dos Portos respectivos